# 死神遣いの事件帖 -月花奇譚-
『死神遣いの事件帖 -月花奇譚-』（しにがみつかいのじけんちょう げっかきたん）は、2022年11月18日に公開された日本映画。東映ムビステシリーズの第4弾であり、死神遣いの事件帖シリーズとしては4作目となる。主演は鈴木拡樹、ヒロインは清宮レイ（乃木坂46）。キャッチコピーは「あの迷コンビが帰ってくる!!」。

## キャスト
久坂 幻士郎（くさか げんしろう）
演 - 鈴木拡樹
十蘭（じゅうらん）
演 - 安井謙太郎（7ORDER）
空真（くうしん）
演 - 北村諒
ハナ
演 - 清宮レイ（乃木坂46）
庄司 新之助（しょうじ しんのすけ）
演 - 崎山つばさ
善吉（ぜんきち）
演 - 水石亜飛夢
紫（むらさき）
演 - 高田里穂
義助（ぎすけ）
演 - 松本寛也
伝吉（でんきち）
演 - 北川尚弥
保科正之（ほしな まさゆき）
演 - 田邉幸太郎
亞門（あもん）
演 - 小林亮太
百目鬼（どうめき）
演 - 陳内将
亀山権之丞（かめやま ごんのじょう）
演 - 浜田学
坊主（ぼうず）
演 - 西田健

## スタッフ
- 監督：柴﨑貴行[1]
- 脚本：須藤泰司[1]
- 音楽：YODA Kenichi
- 主題歌：7ORDER「爛漫」（日本コロムビア）[2]
- 製作：東映ビデオ、東映
- 製作プロダクション：東映京都撮影所
- 配給：東映ビデオ